# Kpelle (Ethnie)
Die Kpelle (auch Kpèlé, Pele, im Französischen Guerzé bzw. Nguerze, Ngere) sind eine afrikanische Ethnie in Westafrika, die hauptsächlich in Liberia, im Südwesten Guineas (Region Waldguinea) sowie in Sierra Leone ansässig ist. In Liberia gibt es etwa 300.000 Kpelle, in Guinea 100.000. Ihr Anteil an der Gesamtbevölkerung Liberias liegt bei ca. 20 %.
Die Kpelle sehen ihre Herkunft im Malireich. Die Kpelle in Liberia wanderten etwa im 16. Jahrhundert aus Guinea ein.

## Sprache und Kultur
Ihre Sprache, eine Mande-Sprache, wird ebenfalls Kpelle genannt und unterteilt sich in guineisches (nördliches) und liberianisches (südliches) Kpelle. Für beide Dialekte entwickelten die Kpelle ihr eigenes einheitliches Schriftsystem, die Kpelle-Schrift.
Es gibt unter den Kpelle sowohl Christen als auch Anhänger traditioneller Religionen mit eigenständigen Initiationsvorstellungen  (etwa im Zusammenhang mit einem mythologische Verschlingmotiv wie es auch bei den Marind-anim in Neuguinea zu finden ist) und – insbesondere in Guinea – Muslime. Die guineischen Kpelle werden von den liberianischen auch „französische Kpelle“ genannt.

## Wirtschaft
Wichtigstes Nahrungsmittel der Kpelle ist Reis, der in Brandrodungswirtschaft angebaut und einmal jährlich geerntet wird. Zweitwichtigstes Nahrungsmittel ist Maniok; daneben werden auch andere Feldfrüchte angebaut, Fischerei, Jagd und Sammlerei betrieben. Viehzucht ist hingegen eher selten. In den Dörfern wird Handwerk betrieben. Seit den 1960er Jahren existiert neben der Subsistenzwirtschaft auch der Anbau von Cash Crops wie Zuckerrohr, Kakao und Kaffee in bescheidenem Ausmaß. Viele Kpelle arbeiten heute auch als Lohnarbeiter in Kautschukplantagen und Eisenminen.